# Jacopo Guarnieri
Pour les articles homonymes, voir Guarnieri.

Jacopo Guarnieri en août 2018

Jacopo Guarnieri (né le 14 août 1987 à Vizzolo Predabissi, dans la province de Milan en Lombardie) est un coureur cycliste italien. Il devient professionnel en 2009 dans l'équipe Liquigas-Cannondale puis court pour la Groupama-FDJ de 2017 à 2022.

## Biographie
Jacopo Guarnieri obtient de nombreux résultats dans les catégories jeunes. Il s'illustre sur la piste en 2004 et 2005, où il décroche quatre titres de champion d'Italie chez les juniors (moins de 19 ans). Lors de la saison sur route 2005, il gagne plusieurs course UCI chez les juniors et se classe quatrième du championnat du monde sur route juniors. Après une transition réussie chez les amateurs, il remporte en 2008 pas moins de 10 courses, dont le ZLM Tour et une étape du Tour des régions italiennes, deux épreuves de l'UCI Coupe des Nations U23. Il est alors stagiaire en fin d'année chez Liquigas, puis il passe professionnel dans la même formation en 2009.
En 2009 et 2010, il remporte une étape du Tour de Pologne, une course du circuit UCI World Tour. En 2010, il gagne également une étape du Circuit Franco-Belge et en 2011 une autre des Trois Jours de La Panne. Entre 2014 et 2014, il rejoint l'équipe Astana. En 2015 et 2016, il occupe notamment le rôle de poisson-pilote d'Alexander Kristoff dans l'équipe Katusha. Il est initialement présélectionné pour les championnats du monde 2015 de Richmond, ne figure pas dans la sélection finale italienne.
À partir de 2017, il rejoint l'équipe française FDJ, où il est emmène les sprints pour Arnaud Démare. Il est sélectionné pour les championnats d'Europe de cyclisme sur route et participe au Tour de France pour la troisième fois de sa carrière. En août 2018, il termine 41e du championnat d'Europe sur route à Glasgow. En août 2019, il se fracture une clavicule après une chute lors de la RideLondon-Surrey Classic. Entre 2010 et 2019, il participe à sept grands tours.
Guarnieri s'engage avec Lotto-Dstny pour 2023 et 2024, avec un rôle d'équipier pour les sprints de Caleb Ewan et Arnaud De Lie. Présent en 2023 sur le Tour de France en soutien d'Ewan, Guarnieri chute dans le final de la quatrième étape. Atteint de fractures à trois côtes et à une clavicule, il ne repart pas le lendemain.

## Palmarès sur route et classements mondiaux

### Palmarès amateur
- 2005
  - Trophée de la ville d'Ivrée
  - Mémorial Pietro Merelli
  - 2e du Trofeo Emilio Paganessi
  - 3e des Trois Jours d'Axel
  - 4e du championnat du monde sur route juniors
- 2006
  - Coppa 1° Maggio
- 2007
  - Grand Prix Ceda
  - Giro delle Tre Provincie
  - Circuito di Sant'Urbano
  - Trophée Visentini
  - Circuito del Porto
  - 7e étape de l'Olympia's Tour
  - Trofeo Alcide Degasperi
  - 1re et 5ea étapes du Tour de Vénétie et des Dolomites
  - Trofeo Comune di Acquanegra sul Chiese
  - 2e de la Coppa 1° Maggio
  - 3e de La Popolarissima
  - 3e du Grand Prix de Roncolevà
  - 6e du championnat d'Europe sur route espoirs
- 2008
  - Mémorial Polese
  - Giro delle Tre Provincie
  - La Popolarissima
  - Gran Premio della Possenta
  - ZLM Tour
  - 1re étape du Tour des régions italiennes
  - Mémorial Guido Zamperioli
  - 2e de la Coppa San Vito

### Palmarès professionnel
- 2009
  - 3e étape du Tour de Pologne
  - 2e du Grand Prix de la côte étrusque
  - 10e de la Vattenfall Cyclassics
- 2010
  - 1re étape du Tour de Pologne
  - 2e étape du Circuit franco-belge
  - 2e du Tour du Frioul
- 2011
  - 3e étape (a) des Trois Jours de La Panne
- 2016
  - 8e de Gand-Wevelgem

### Résultats sur les grands tours

#### Tour de France
6 participations
- 2015 : 149e
- 2016 : 165e
- 2017 : hors délais (9e étape)
- 2018 : 144e
- 2021 : hors délais (9e étape)
- 2023 : non-partant (5e étape)

#### Tour d'Italie
3 participations
- 2019 : 132e
- 2020 : 128e
- 2022 : 136e

#### Tour d'Espagne
3 participations
- 2010 : 149e
- 2014 : 150e
- 2021 : abandon (9e étape)

### Classements mondiaux
| Année                                 | 2007 | 2008 | 2009 | 2010 | 2011 | 2012 | 2013 | 2014 | 2015 | 2016 | 2017  | 2018  | 2019  | 2020  | 2021 | 2022  |
| ------------------------------------- | ---- | ---- | ---- | ---- | ---- | ---- | ---- | ---- | ---- | ---- | ----- | ----- | ----- | ----- | ---- | ----- |
| Calendrier mondial                    |      |      | 163e | 198e |      |      |      |      |      |      |       |       |       |       |      |       |
| UCI World Tour                        |      |      |      |      | nc   | 208e | nc   | 153e | 175e | 155e | nc    | 279e  |       |       |      |       |
| Classement mondial                    |      |      |      |      |      |      |      |      |      | 179e | 2658e | 1255e | 2638e | 1496e | nc   | 2511e |
| UCI Europe Tour                       | 162e | 341e |      |      |      |      |      |      |      | 310e | 1785e | 1314e | 1655e | 1118e | nc   | 1535e |
| UCI Asia Tour                         | nc   | nc   |      |      |      |      |      |      |      | 85e  | nc    | nc    |       |       |      |       |
|                                       |      |      |      |      |      |      |      |      |      |      |       |       |       |       |      |       |
| Légende : nc = non classéSource : UCI |      |      |      |      |      |      |      |      |      |      |       |       |       |       |      |       |

## Palmarès sur piste

### Six jours
- Six Jours de Fiorenzuola d'Arda : 2011 (avec Elia Viviani)

### Championnats nationaux
- 2004
  -  Champion d'Italie de vitesse par équipes juniors (avec Stefano Castoldi et Daniele Menaspa)
  -  Champion d'Italie de l'américaine juniors (avec Daniele Menaspà)
  - 3e du championnat d'Italie du kilomètre juniors
  - 3e du championnat d'Italie de course aux points juniors
- 2005
  -  Champion d'Italie de course aux points juniors
  -  Champion d'Italie de l'américaine juniors (avec Stefano Castoldi)
- 2007
  - 2e du championnat d'Italie de l'américaine
- 2008
  -  Champion d'Italie de poursuite par équipes (avec Alex Buttazzoni, Davide Cimolai, Gianni Da Ros et Elia Viviani)
  -  Champion d'Italie de l'américaine (avec Elia Viviani)
- 2009
  -  Champion d'Italie de poursuite par équipes (avec Davide Cimolai, Daniel Oss et Elia Viviani)
  - 2e du championnat d'Italie de l'américaine

## Distinctions
- Oscar TuttoBici des juniors : 2005